# 돌리 매디슨

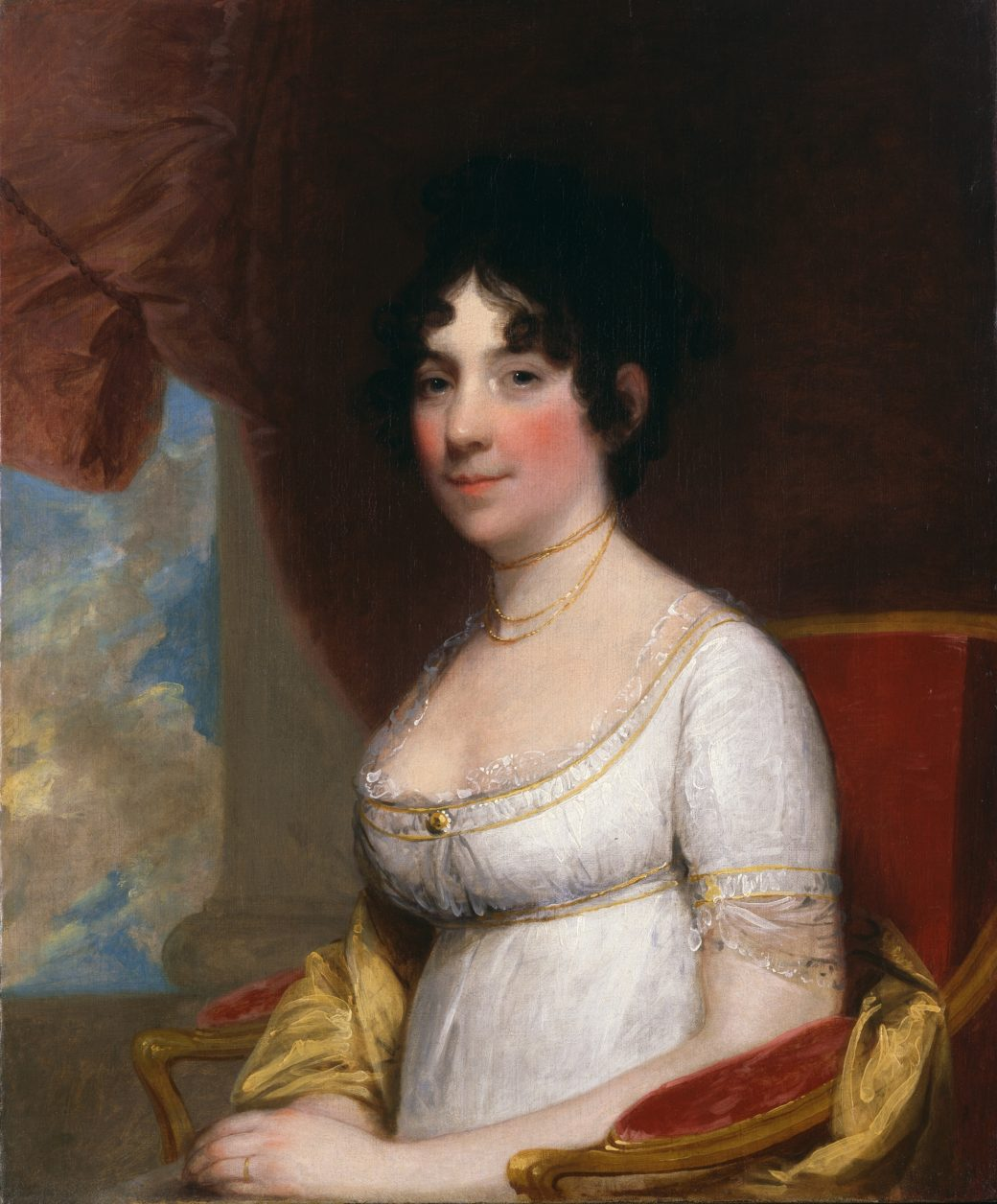
길버트 스튜어트의 1804년 초상화

돌리 매디슨(Dolley Madison, 본명: 돌리 토드 매디슨, Dolly Todd Madison, 성씨는 페인, 1768년 5월 20일 – 1849년 7월 12일)은 1809년부터 1817년까지 미국의 제4대 대통령인 제임스 매디슨의 아내였다. 두 정당은 본질적으로 초당적 협력이라는 개념을 주도하고 있다. 이전에는 토머스 제퍼슨과 같은 창립자들이 한 번에 한 정당의 구성원들과만 만났고, 정치는 종종 폭력적인 사건으로 이어져 신체적 다툼과 심지어 결투까지 일어날 수 있었다. 매디슨은 각 정당의 구성원들이 폭력 없이 서로 우호적으로 사교하고, 네트워크를 형성하고, 협상할 수 있다는 아이디어를 만드는 데 도움을 주었다. 돌리 매디슨은 제임스 매디슨의 아내로서 정치 제도를 혁신함으로써 대통령 배우자의 역할을 정의하는 데 많은 일을 했으며, 나중에야 영부인이라는 칭호로 알려지게 되었다. 돌리 매디슨은 일찍이 미망인인 토머스 제퍼슨을 위해 가끔 수행했던 역할이기도 했다.